# Colache
El colache (del yaqui, colachi) es un salteado mexicano de calabazas típico del noroeste de México, principalmente en los estados de Baja California, Jalisco, Sinaloa y Sonora. Se suele servir caliente como primer plato, o también como plato fuerte.
Aunque en muchas recetas dicen usar calabaza, concretamente se usa una variedad más pequeña de calabaza, la calabacita, que además es de textura más tierna y color amarillento. Esta variedad es la más usada en la cocina mexicana, y en otros lugares se conoce como calabacín o calabaza italiana, y en Italia y los Estados Unidos como zucchini. De preferencia, se usa la variedad «calabacita bola» pues el fruto tiene más carne que piel, aunque esto es al gusto.
Algunas recetas incluyen cerveza. En este caso, el alcohol se evapora al agregarse al sartén, y sólo se suma el sabor ligeramente amargo de la cerveza.
Existen varias recetas de colache, como la recomendada por El Universal en su colección Cocina Estado por Estado: Baja California.